# Frederico Paredes
Frederico da Cunha Paredes (31. ledna 1889 Lisabon – 4. listopadu 1972 Lisabon) byl portugalský šermíř. Byl členem lisabonského klubu Ginásio Clube Português a specializoval se na šerm kordem. Byl jedním z deseti dětí zámožného lékaře Antónia Augusta de Campos Paredes. V roce 1908 se stal amatérským mistrem Portugalska v šermu. O rok později způsobil při tréninku neúmyslně smrtelné zranění svému staršímu bratru Alexandrovi. Po této tragické události přerušil sportovní kariéru a k šermu se vrátil až v roce 1919.
Jako důstojník portugalské armády byl nominován na Pershingovu olympiádu, kde obsadil šesté místo. Na Letních olympijských hrách 1920 v Antverpách vypadl v soutěži jednotlivců v základní skupině a v soutěži družstev obsadil čtvrté místo. zúčastnil se také LOH 1924 v Paříži, kde postoupil v kordu jednotlivců do čtvrtfinálové skupiny a s portugalským družstvem skončil opět na čtvrtém místě. Na LOH 1928 v Amsterdamu byl členem družstva kordistů, které pro Portugalsko získalo bronzovou medaili. V týmu s ním byli Paulo Leal, Mário de Noronha, Jorge de Paiva, Henrique da Silveira a João Sassetti. Portugalci postupně porazili Nizozemsko, Švédsko, USA, Norsko a Československo a prošli do finálové skupiny, kde podlehli Italům a Francouzům a v zápase o třetí místo zdolali Belgii lepším poměrem zásahů. Paredes získal v turnaji pro svůj tým třináct bodů. Na amsterdamské olympiádě dosáhl také nejlepšího individuálního výsledku, když postoupil do semifinálové skupiny, vyhrál patnáct zápasů a v celkovém pořadí obsadil dělené patnácté místo se Švýcarem Eugènem Empeytou. Na Letních olympijských hrách v roce 1948 působil Paredes jako šermířský rozhodčí. Zemřel ve věku 83 let v Lisabonu jako svobodný a bezdětný.